# Jan Mikołajewski (działacz komunistyczny)
Jan Mikołajewski (ur. 1896, zm. 6 kwietnia 1944 w Wyszkowie) – polski szewc, działacz komunistyczny.

## Życiorys
Pochodził z rodziny robotniczej, od młodości był organizatorem protestów i strajków szewców w Wyszkowie. W 1927 zorganizował bunt szewców-chałupników przeciwko oszukującym ich przedsiębiorcom, nawoływał wówczas do założenia związku zawodowego. W 1930 wstąpił do Komunistycznej Partii Polski, działał początkowo w powiecie wyszkowskim, organizował zebrania pochody pierwszomajowe, za co był wielokrotnie aresztowany. W 1936 był inicjatorem i organizatorem zwycięskiego strajku szewców w Warszawie, szewcy-chałupnicy ruszyli wówczas pieszo do stolicy i okupowali sklepy swoich nakładców domagając się godziwych zarobków za swoją pracę. Należał do organizatorów Związku Transportowców, który organizował strajki flisaków spławiających Wisłą drewno. Podczas II wojny światowej ukrywał zbiegów radzieckich z obozów jenieckich, działał w Polskiej Partii Robotniczej i Gwardii Ludowej w powiecie wyszkowskim, był sekretarzem Komitetu Dzielnicowego Polskiej Partii Robotniczej.
Podczas obławy na członków PPR został aresztowany i 6 kwietnia 1944 rozstrzelany w Wyszkowie.